# Sarek
Sarek este o arie protejată (arie specială de conservare — SAC, sit de importanță comunitară — SCI) din Suedia întinsă pe o suprafață de 198.465,6 ha, integral pe uscat.

## Localizare
Centrul sitului Sarek este situat la coordonatele 67°17′18″N 17°40′09″E / 67.2883°N 17.6691°E.

## Înființare
Situl Sarek a fost declarat sit de importanță comunitară în decembrie 1995 pentru a proteja 3 specii de plante și 7 specii de animale. Situl a fost protejat și ca arie specială de conservare în decembrie 2009.

## Biodiversitate
Situată în ecoregiunea alpină, aria protejată conține 23 de habitate naturale: Pajiști alpine și subalpine calcaroase, Grohotișuri calcaroase și de șisturi calcaroase de la nivelul montan până la nivelul alpin (Thlaspietea rotundifolii), Ghețari permanenți, Mlaștini alcaline, Pajiști aluvionare boreale nordice, Pante stâncoase calcaroase cu vegetație casmofită, Turbării Palsa, Lacuri și iazuri distrofice naturale, Formațiuni pioniere alpine de Caricion bicoloris-atrofuscae, Turbării Aapa, Tufărișuri subarctice cu Salix spp., Liziere de ierburi înalte hidrofile de câmpie și de nivel montan până la alpin, Păduri nordice subalpine/subarctice cu Betula pubescens ssp. czerepanovii, Mlaștini turboase de tranziție și turbării mișcătoare, Râuri de munte și vegetația erbacee de pe malurile acestora, Taiga vestică, Peșteri inaccesibile publicului, Pajiști alpine și boreale, Grohotișuri silicioase de la nivelul montan până la nivelul zăpezii (Androsacetalia alpinae și Galeopsietalia ladani), Izvoare fino-scandinave și mlaștini produse de izvoare bogate în minerale, Ape stătătoare oligotrofe până la mezotrofe, cu vegetație de Littorelletea uniflorae și/sau de Isoëto-Nanojuncetea, Pajiști boreale și alpine pe substrat silicios, Pante stâncoase silicioase cu vegetație casmofită.
La baza desemnării sitului se află mai multe specii protejate:
- plante (3): Cynodontium suecicum, Orthothecium lapponicum, Papaver radicatum subsp. hyperboreum
- mamifere (4): vulpe polară (Alopex lagopus), gluton (Gulo gulo), vidră de râu (Lutra lutra), râs eurasiatic (Lynx lynx)
- nevertebrate (3): Agriades glandon aquilo, Vertigo geyeri, Xestia borealis